# 硬新闻
硬新闻，指题材比较严肃，著重思想性、指导性和知识性的政治、经济、科技新闻。相比于人情味较浓的社会新闻（社会花边新闻、娱乐新闻、体育新闻、服务性新闻等）的软新闻，硬新闻更关系到国计民生以及人们切身利益。

## 与软新闻的区别

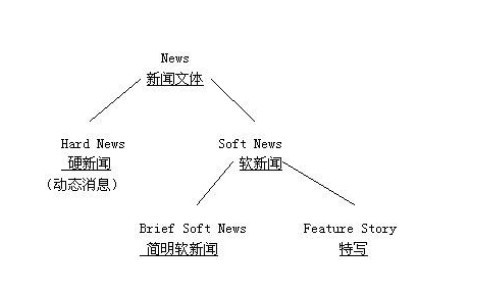
金字塔

根据两分法，硬新闻仅是动态消息一种。一般来说文体上都是倒金字塔结构。而软新闻则有两大类：简明软消息与特写。软新闻的文体要求是自由式，或者称为非倒金字塔结构。二分法不仅使新闻文体分辨得清楚明晰，导语和文体之间的关系也容易确认。

## 作用
硬新闻的受众本质上是所有人，大部分人都有着自己社会上一定重要的职业或地位，与社会是息息相关的。而硬新闻的本质则决定了它必然会成为大部分人在社会上基本的信息来源。因此，硬新闻决定了他们工作的得失、事业的成败、生存的安危，决定了他们是否能够得到准确实时的信息而正确的根据变化做出应对。这是硬新闻与软新闻最大的区别，也正是硬新闻反应其重要性的主要方面。

## 实例
- 《近八成受访者认可反腐效果 建议调整公职人员薪酬》
- 《劳教制度被废止 正被劳教人员剩余期限不再执行》
- 《官媒盘点国防和军队建设 习近平审定4万人演习方案》[3]